# East Moncoeur Island
East Moncoeur Island är en ö i Australien. Den ligger i delstaten Tasmanien, i den sydöstra delen av landet, omkring 410 kilometer norr om delstatshuvudstaden Hobart.